# Tianeptin

Strukturformel

Tianeptin (varumärkena Stablon, Coaxil, Tatinol, Tianeurax och Salymbra) är en medicin som används primärt i behandlingen av kronisk depression. Den har dock visat på potential som behandling av astma och IBS – känslig tarm. Kemiskt sett så är den nära besläktad med tricykliska antidepressiva (TCA), men dess farmakologiska egenskaper är närmast helt atypiska i jämförelse med TCA-preparaten – nyare forskning tyder på att Tianeptin verkar antidepressivt genom indirekt förändring av glutamaterg aktivitet (på AMPA och NMDA -receptorerna) och genom frigörelse av BDNF, som i sin tur påverkar neuroplasticitet.

Det fullständiga systematiska namnet för substansen är 7-[(3-kloro-6-metyl-5,5-dioxo-11H-benzo[c][2,1]benzotiazepin-11-yl)amino]heptanoisk syra.
Tianeptin har antidepressiva och anxiolytiska (ångestdämpande) egenskaper utan några framträdande sederande, antikolinerga eller kardiovaskulära bieffekter, vilket har gjort att den anses som särskilt lämplig i vården av äldre och alkoholister, då sådana personer kan vara mer känsliga för bieffekter från psykotropiska mediciner. Nyare resultat indikerar även potentiella antiepileptiska och smärtstillande egenskaper hos Tianeptin, via antingen direkt eller indirekt modulation av adenosin A1-receptorerna (eftersom dessa effekter har funnits kunna blockeras av experimentella antagonister av denna receptor).
Tianeptin är en lågeffekts men full agonist av de opioida μ- och δ- receptorerna, men inte på κ-receptorerna.
Opiata μ-agonister inducerar i regel eufori och så har även Tianeptin funnits göra, på doser långt utöver de som används inom vården av patienter.
Tianeptin upptäcktes och patenterades av Franska Nationalinstitutet för Medicin i Paris - Société de Médecine de Paris – på 1960-talet. För tillfället är Tianeptin godkänd i Frankrike där den tillverkas och marknadsförs av Laboratories Servier SA, men den marknadsförs under licens i ett flertal andra europeiska länder under varunamn som ”Coaxil”, såväl som i Asien (inklusive Singapore) och Latinamerika under namnen ”Stablon” och ”Tatinol” men den är inte tillgänglig på marknaden i Australien, Kanada, Nya Zeeland, Storbritannien eller USA.
Ej heller är Tianeptin godkänt av läkemedelsverket i Sverige.

## Medicinsk användning
Tianeptin har effekt mot allvarliga depressiva episoder (kronisk depression), jämförbar med Amitryptylin, Imipramin och Fluoxetin, men med signifikant färre bieffekter.
Den har även visat sig vara mer effektiv än Maprotilin i en patientgrupp bestående av patienter med både depression och ångestsjukdom. Tianeptin uppvisar även betydande anxiolytiska (ångestdämpande) egenskaper och är användbar för att behandla ett spektrum av olika ångestsjukdomar, inklusive panikångest. Detta bevisades i en studie där deltagarna gavs en blandning av 65% syre och 35% koldioxid-gas (vilket inducerar panikångest) och där Tianeptin visade jämförbar förmåga med Paroxetin i att blockera paniksymptom.
Likt många andra antidepressiva (såsom bupropion, ssri, snri och moclobemid) så kan den ha fördelaktiga effekter på kognitionen hos människor med depressionsinducerad kognitiv nedsättning.
Tianeptin har visat sig vara effektiv i behandlingen av depression som en del av Parkinsons sjukdom samt posttraumatiskt stressyndrom, där den visade sig lika säker och effektiv som Fluoxetin och Moclobemid. .
En klinisk prövning har genomförts för att testa dess effektivitet och tolererbarhet i jämförelse med Amitryptylin vid behandling av IBS – känslig tarm. Resultaten av prövningen visade att Tianeptin var minst lika effektivt som Amitryptylin och producerade mindre bieffekter såsom muntorrhet och förstoppning.
Tianeptin har även rapporterats vara mycket effektiv för behandlingen av astma. I augusti 1998 publicerade Dr. Fuad Lechin och kollegor vid Central University of Venezuelas institut för experimentell medicin i Caracas resultaten från en 52-veckors dubbelblindad placebo-kontrollerad studie av behandlingen av astmatiska barn; barnen i gruppen som fick Tianeptin hade en markant minskning i uppmätta astmatiska symptom och ökad lungfunktion.
Två år tidigare hade samma grupp funnit en nära korrelation mellan nivåerna av fritt serotonin i blodplasma och allvarsgraden av symptomen hos deras patienter. Då Tianeptin var den enda kända förening som visat sig både reducera mängden fritt serotonin i blodplasma samt förstärka återupptaget av serotonin i blodplättar så bestämde de sig för att använda Tianeptin för att se om en reduktion av nivåerna av fritt serotonin i blodplasma skulle hjälpa med astmasymptomen.
Fram tills november 2004 har det genomförts två dubbelblindade placebo-kontrollerade studier och en öppen 25 000 personers studie som varade över 7 år, som alla påvisade effektivitet.
En egyptisk studie från 2005 visade på att Tianeptin hade effekt på män med depression relaterad till erektil dysfunktion.
Tianeptin har även antiepileptiska och smärtlindrande effekter och en klinisk prövning i Spanien med avslutning i januari 2007 visade att Tianeptin är effektiv i behandlingen av smärta relaterad till Fibromyalgi.
Tianeptin har även visat viss effekt, med minimala bieffekter, i behandlingen av ADHD.

## Bieffekter
I jämförelse med de närbesläktade TCA-preparaten så orsakar Tianeptin betydligt färre kardiovaskulära, antikolinerga (såsom muntorrhet eller förstoppning), sederande eller aptitstimulerande bieffekter. En nyligen genomförd överblickande granskning fann att den var bland de antidepressiva som uppvisade mest tendens att orsaka leverskada – dock så är bevisen för detta svaga och har ifrågasatts. Även om bieffekten inte har uppvisats hos Tianeptin, så är de närbesläktade TCA-preparaten kända för att orsaka hjärtarytmier, varför Tianeptin även misstänks ha denna potentiella bieffekt.

### Efter förekomst
Källor:
Vanliga (>1% förekomst)
- Huvudvärk (upp till 18%)
- Yrsel(upp till 10%)
- Sömnlöshet/mardrömmar (upp till 20%)
- Dåsighet (upp till 10%)
- Muntorrhet (upp till 20%)
- Förstoppning (upp till 15%)
- Illamående
- Buksmärta
- Viktuppgång (~3%)
- Oro
- Ångest/lättretlighet

Ovanliga (0.1-1% förekomst)
- Bitter smak
- Gaser i magen
- Gastralgi
- Dimsyn
- Muskelvärk
- Ventrikulärt extraslag
- Störningar vid urinering
- Hjärtklappning
- Blodtrycksfall
- Värmevallning
- Tremor

Sällsynta(<0,1% förekomst)
- Hepatit
- Hypomani[26]
- Eufori
- ECG förändringar
- Pruritus/allergiska hudreaktioner
- Utdragen muskelvärk
- Allmän trötthet

### Rekreationsbruk och potentiellt beroendeskapande
Tianeptin har använts genom intravenös injektion av missbrukare i Ryssland.
 
Denna intagningsmetod orsakar enligt rapporter ett svagt opioidliknande rus och görs ibland i ett försök att minska symptomen från opioidabstinens.
 
Såsom många andra tabletter så innehåller dock Tianeptin silica vilket gör tabletterna svårupplösta. Ofta är den lösning som produceras inte filtrerad tillräckligt väl vilket innebär att större partiklar blir kvar och när dessa injiceras intravenöst så blockerar de kapillärerna, vilket leder till trombosis (blodpropp) med påföljande vävnadsdöd. Därför är försäljningen av Tianeptin (under varunamnet "Coaxil") i Ryssland hårt reglerad.

### Kontraindikationer
Kända kontraindikationer inkluderar följande:
- Behandling med Monoaminoxidashämmare 14 dagar eller mindre före behandling med tianeptin. P ga potentiella kardiovaskulära effekter (såsom Hypertoni och Cirkulatorisk kollaps), konvulsioner (krampanfall), hypertermi (hög kroppstemperatur) och plötslig död.
- Hypersensitivitet mot Tianeptin eller något annat innehållsämne i tabletterna.
- Om du är under 15 års ålder.

## Verkningsmekanism
Under de initiala studierna så fann man först att den omedelbara och upprepade effekten av tianeptin var att det minskade de extracellulära nivåerna av serotonin i försöksdjurens hjärnor,  utan att minska själva frisläppet av serotonin - därmed kallades den för världens första selektiva serotoninåterupptagsförstärkare.
Tianeptin har funnits vara en verksam μ-opioid receptor agonist(Ki (människa) med en affinitet på 383 ± 183 nM och ett EC50 (människa) på 194 ± 70 nM). Samma studie avslöjade även att den också är en funktionabel δ-opioid receptor agonist, men med mycket lägre potens.
Det är dessa effekter som anses vara ansvariga för preparatets missbrukspotential vid höga doser långt utöver den vanligt förskrivna.